# Bronów (powiat poddębicki)
Bronów – osada w Polsce położona w województwie łódzkim, w powiecie poddębickim, w gminie Wartkowice.

## Historia
Pierwsza pisana wzmianka o wsi pochodzi z 1391 r. Dobra te należały do Bronowskich h. Korab, następnie do Kossów. Konopniccy pojawili się w tych stronach w 1784 r., kiedy to kupili sąsiedni Spędoszyn. W 1844 r. kupił Bronów Wawrzyniec Konopnicki h. Jastrzębiec – ojciec Jarosława – męża Marii Konopnickiej z Wasiłowskich, która zamieszkała w Bronowie w 1862 r. mając 20 lat. Jego opis z tamtych czasów przetrwał dzięki red. Józefowi Naimskiemu, który zamieścił go w „Kurierze Warszawskim” (nr 289 z 1902 r.) Oto fragment opisu:
„Śród drzew niski domek o dużej i wysokiej strzesze słomianej, chata raczej wieśniacza niż dworem pańskim będący [...]. Cztery małe okienka, o sześciu szybkach każde, z frontu dworu ujmowały proste drewniane okiennice z wyciętymi u góry sercami. Pośrodku tych okien niskie jak całe domostwo drzwi podwójne, sięgające prawie dachu, prowadziły do niewielkiej sieni. Wnętrze domku państwa Konopnickich mieściło pięć pokojów, kredens, kuchnie i spiżarnię, dwie ostatnie izby gospodarskie wychodzące na drugą sień od tyłu do domu, gdzie już zaczynał się ogród dworski. Z sieni na prawo wchodziło się do saloniku, na lewo zaś do pokoju jadalnego, a za nim do sypialnego ojca p. Konopnickiego, sędziwego i zamaszystego p. Wawrzyńca. Z saloniku dwa okna wychodziły na klomb ślicznych, rosłych jesionów, które ocieniały również okno szczytowe, mniejsze, sąsiedniego pokoju sypialnego Marii Konopnickiej, w którym podobno lubiła przebywać najdłużej.”
Tutaj poetka urodziła sześcioro dzieci. Po bankructwie i sprzedaży Bronowa Konopniccy przenieśli się do odległego o 15 km Gusina, skąd poetka wraz z dziećmi wyjechała na stałe do Warszawy.
Dwór w Bronowie, od czasu kiedy opuściła go Konopnicka należał do dziedzica Biernacic – Artura Dzierżbickiego. Wtedy też rozebrany został drewniany dwór i na jego miejscu stanął obiekt murowany, który możemy oglądać do dziś. Po II Wojnie Światowej w dworze w Bronowie istniała szkoła. Zaczątki muzeum pojawiły się już w latach 60. Kiedy to w ganku utworzono kącik pamiątek Marii Konopnickiej. W 1986 roku utworzono Izbę Marii Konopnickiej. 1 września 1995 w Bronowie działalność rozpoczęło Muzeum Oświatowe im. Marii Konopnickiej, założone przez Wojewódzką Bibliotekę Pedagogiczną – Filię w Sieradzu. W muzeum prezentowane są dokumenty, fotografie, utwory poetki, jak również meble z epoki poetki. W jednym z pomieszczeń oglądać można stare biurko, podręczniki, zeszyty i pomoce szkolne. Organizowane są wystawy czasowe związane z życiem i twórczością Konopnickiej (często wystawiane są prace dzieci).
W latach 1975–1998 miejscowość należała administracyjnie do województwa sieradzkiego.

## Zabytki
Na miejscu dworku Konopnickich właściciel Artur Dzierzbicki w 1902 r. wybudował obszerniejszy, murowany dwór, w którym mieści się obecnie muzeum poświęcone poetce. W budynek wmurowano tablicę z napisem: „Pieśniarce ludu polskiego Marii Konopnickiej, która w latach 1862–72 mieszkała w Bronowie – w 50 rocznicę śmierci poetki – Koło Towarzystwa im. Marii Konopnickiej w Poddębicach 9 października 1960 r.”